# Капампангански језик
(Ка)пампангански језик или (ка)пампанган (памп. ) један је од главних језика Филипина.

## Име
Друго име за овај језик је пампанго, а у неретко се користи и назив аманунг сисуан (amánung sísuan — досл. „гајени” или „неговани” језик). Године 2012. капампангански језик је постао један од примарних језика Филипина, па се учи и формално проучава у свим школама и универзитетима.

## Говорно подручје
Овај језик се говори у провинцији Пампанга, на равницама Централног Лузона, у јужном делу провинције Тарлак те на североистоку Батаана; ова подручја углавном насељава етничка група Капампанган. Језик такође разуме мањи део популације неких општина Булакана и Нуева Есихе, као и аутохоно становништво Аета (Аита, Агта) из Замбалеса.